# Kanton Rochemaure
Kanton Rochemaure (fr. Canton de Rochemaure) je francouzský kanton v departementu Ardèche v regionu Rhône-Alpes. Skládá se ze sedmi obcí.

## Obce kantonu
- Cruas
- Meysse
- Rochemaure
- Saint-Martin-sur-Lavezon
- Saint-Pierre-la-Roche
- Saint-Vincent-de-Barrès
- Sceautres